# جنحة

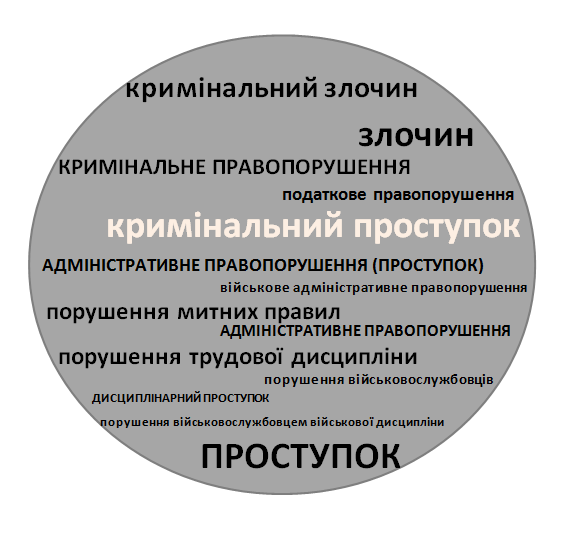

الجُنْحة (الجمع: جُنُحات وجُنْحات وجُنَح) في العديد من النظم القانونية الشائعة تعرف بأنها عمل اجرامي «أصغر». وعادة يعاقب على الجنح بعقوبات أخف من عقوبات الجنايات وأشد من العقوبات على المخالفات الإدارية. وفي كثير من الأحيان يعاقب على الجنح بغرامات مالية. قد تشمل الجنح جرائم مثل: السرقة البسيطة، الاعتداء البسيط، السلوك غير المنضبط (كالإزعاج أو المشاجرات)، التخريب البسيط لممتلكات الغير والقيادة المتهورة .